# Torre Pellice
Torre Pellice (La Tor in piemontese, La Toure de Pèlis in occitano; anticamente Torre di Luserna) è un comune italiano di 4 554 abitanti della città metropolitana di Torino, nella Val Pellice, in Piemonte. La sua storia e il suo territorio sono legati al comune adiacente, Luserna San Giovanni entrambi nella città metropolitana di Torino, localizzati nel Piemonte occidentale, in Val Pellice, alla confluenza tra i torrenti Pellice e Angrogna.
È il centro principale della Chiesa Valdese italiana ed il capoluogo della Unione Montana del Pinerolese. Dalla borgata Ruà, situata su di un promontorio, si gode una vista panoramica sulla vallata. La borgata dei Coppieri, un tempo il limite del ghetto in cui erano confinati i Valdesi, è oggi un vero e proprio villaggio completamente ricostruito. Torre Pellice è gemellata con Guillestre.

## Storia
Le prime notizie risalgono a un atto del 1186, nel quale si parla della torre di Lucerna, da cui forse anche l'origine del nome Luserna, che era posta a ovest degli "Airali" (attuale Luserna centro); la preesistente torre, adibita poi a torre luminosa, ed oggi inesistente, si trovava presumibilmente alla confluenza dei torrenti Pellice e Angrogna, a indicare la signoria dei nobili che diventarono presto casata Luserna, assoggettati a loro volta ai conti di Savoia. Altre fortificazioni simili furono successivamente erette, a più riprese, nel territorio.
Dal XIII secolo la parte occidentale di Luserna divenne quindi un feudo dei Rorenghi per una metà e per l'altra dei Manfredi. La famiglia dei Luserna è oggi presente in tre rami superstiti: i Luserna di Campiglione, residenti dalla fine del secolo XIX in Francia e Svizzera, i Rorengo di Rorà residenti in Toscana, i Manfredi residenti in Germania e Lombardia.
All'inizio del XII secolo la valle iniziò a popolarsi di Valdesi, in fuga dalla vicina Francia. Si è spesso fatto riferimento a Vaulx-en-Velin come il luogo di nascita di Valdo di Lione.
Oggi, esiste una via a Lione che porta il suo nome, nel 5ème arrondissement (rue Pierre-Valdo). Da allora la presenza valdese in valle è ininterrotta. Nel 1536 anche la Val Pellice, come tutti i possedimenti piemontesi dei Savoia, fu invasa da Francesco I di Francia e rimase sotto dominio francese fino al 1556. Fu poi del duca Emanuele Filiberto, che nel 1565 l'assegnò al governatore Sebastiano Grazioli, detto Castrocaro. Nel 1582 ritornò in mano ai Luserna.
Tra il Cinquecento e l'Ottocento il paese fu fortemente colpito dalle persecuzioni antivaldesi. Nel 1590 iniziò la guerra civile francese fra cattolici e ugonotti. Carlo Emanuele I di Savoia tentò di espandere i suoi territori, ma fu fermato dal maresciallo francese e ugonotto Lesdiguières, che nel 1592 occupò le valli Chisone e Pellice.
La peste del 1630 uccise 900 abitanti; nel 1635 gli abitanti erano 1200, in grande maggioranza valdesi. Nel 1655 riprese la persecuzione dei valdesi, per opera di Maria Cristina, reggente per conto del figlio Carlo Emanuele II: 91 persone furono uccise e 56 bambini furono rapiti e convertiti a forza al cattolicesimo. Il 31 gennaio 1686 Vittorio Amedeo II firmò l'editto di Fontainebleau che obbligava i seguaci della «religione pretesa riformata» a evitare la pratica di tale religione, demolire tutti i templi, battezzare e allevare nella religione cattolica tutti i bambini, mandare in esilio tutti i pastori, predicatori, maestri.
Il 2 aprile 1686, in un'assemblea generale, circa due terzi della popolazione valdese (tra cui una parte degli abitanti di Torre Pellice) si dichiararono disposti a partire, ma un terzo decise di resistere a oltranza: a seguito degli scontri armati tra savoiardi e francesi da una parte, comandati dal generale Catinat, e valdesi dall'altra, Vittorio Amedeo II firmò un accordo con i ribelli, concedendo loro di espatriare in Svizzera con le famiglie, armi alla mano: 150 dalla val Pellice, 260 dalla valle di San Martino partirono verso Ginevra. I Valdesi tornarono in valle nel 1690 e ottennero dal duca di Savoia la pace in cambio dell'impegno a schierarsi con le sue truppe contro la Francia.
Nel Settecento le persecuzioni si attenuarono, anche se i valdesi non potevano ancora ricoprire cariche istituzionali, destinate ai pochi cattolici, né celebrare il culto in pubblico. Nella seconda metà del secolo ebbe inizio il processo di industrializzazione di Torre (la prima filatura della seta è del 1760), che la portò, nel secolo successivo, a diventare il capoluogo della valle.
Fu annessa alla Francia durante la Rivoluzione francese. Nel 1808 il paese fu danneggiato da un terremoto e venne ricostruito. Le discriminazioni cessarono brevemente sotto Napoleone, per riprendere con Vittorio Emanuele I e Carlo Felice. Finalmente, il 17 febbraio 1848, Carlo Alberto pose fine per sempre alle discriminazioni con l'editto di pacificazione. Quel giorno, l'evento venne segnalato a tutti gli abitanti della valle, anche quelli che abitavano nelle borgate più isolate, con l'accensione di fuochi che potevano essere visti da grande distanza. Da allora, tutti gli anni i Valdesi ricordano l'evento ritrovandosi numerosi ed accendendo dei grandi fuochi all'aperto nella valle, la notte tra il 16 e il 17 febbraio.
Nell'Ottocento si consolidò l'industrializzazione: sorsero stamperie, pastifici, fabbriche di grafite ed altre industrie. Gli abitanti passarono da 2300 nel 1819 a 6000 circa all'inizio del Novecento. Nel 1882 venne realizzato un collegamento ferroviario fra Torre Pellice e Pinerolo. Tale collegamento costituì la prosecuzione della ferrovia Torino-Pinerolo che era stata inaugurata nel 1854. Nel 1920 nacque a Torre la prima sezione del partito fascista e nel 1926 il consiglio comunale fu costretto a dare le dimissioni, nonostante due anni prima avesse concesso la cittadinanza onoraria a Benito Mussolini (poi revocata nel 2014).
Nonostante ciò, la maggior parte dei cittadini di Torre fu antifascista e combatté durante la guerra di resistenza fra il 1943 e il 1945. Nel 1989 ricevette la visita del presidente Francesco Cossiga, nel 1998 quella del presidente Oscar Luigi Scalfaro, nel 2023 quella del presidente Sergio Mattarella che ha inaugurato una targa ad Altiero Spinelli e ha ricordato il ruolo della tipografia l'Alpina nella stampa clandestina dell'Italia occupata. Durante i XX Giochi olimpici invernali ha ospitato gli allenamenti di hockey su ghiaccio e ha ospitato le gare della stessa specialità durante l'Universiade invernale 2007.

### Simboli
(Descrizione araldica dello stemma)
(Descrizione araldica del gonfalone)
(Descrizione araldica della bandiera)

## Monumenti e luoghi d'interesse

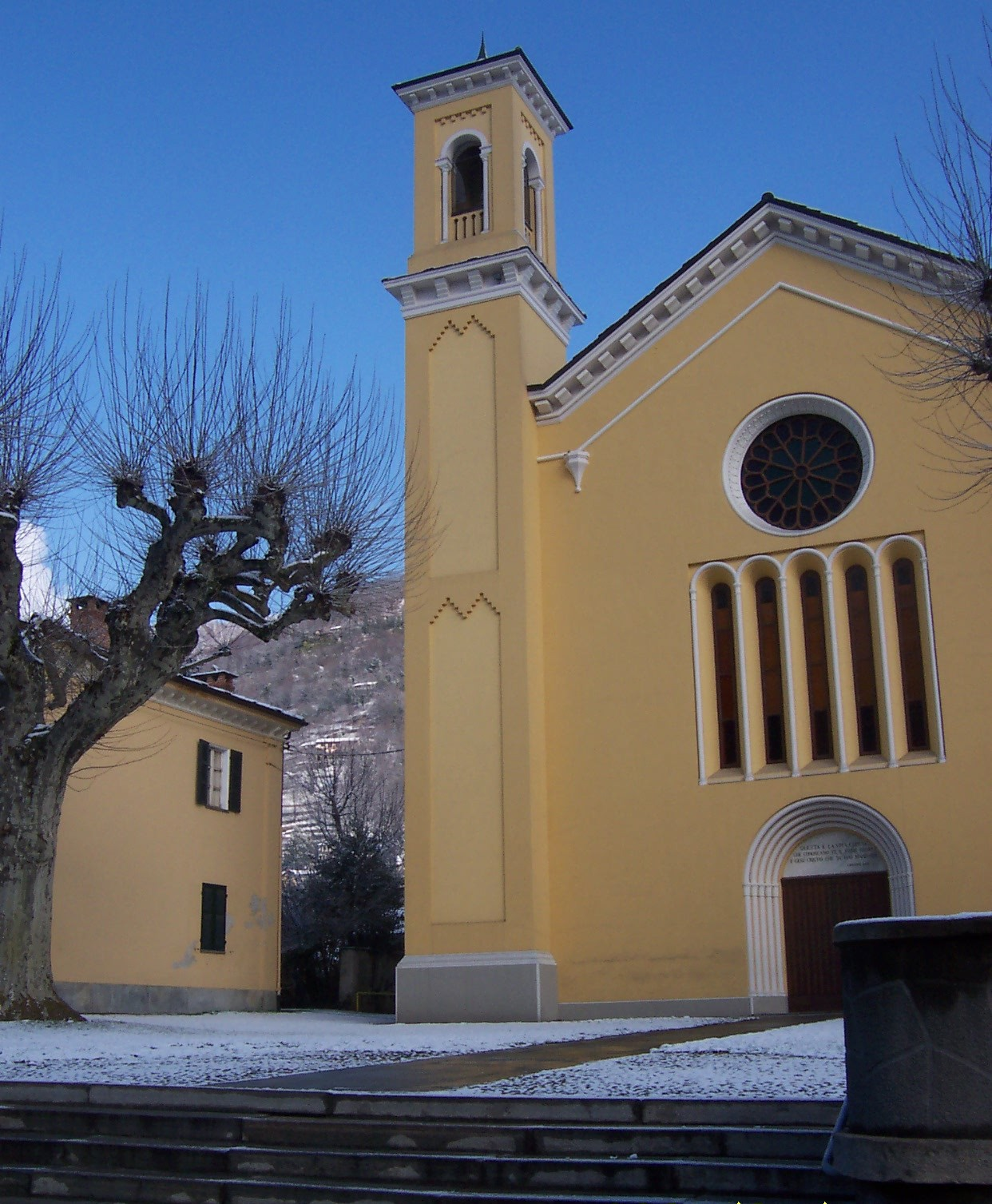
Tempio Valdese di Torre Pellice.

Edifici e istituzioni di Torre Pellice testimoniano la sua realtà di capitale del mondo valdese. Si possono ricordare la Foresteria, il Museo con una ricca documentazione storica e etnografica, la Casa Valdese, che ogni anno ospita il Sinodo, il tempio neo-romanico del 1852, il Collegio (oggi Liceo Valdese) costruito nel 1835, il Convitto Valdese, eretto dall'architetto Emilio Decker in memoria dei 500 valdesi caduti nella prima guerra mondiale, la Casa Valdese della Gioventù e la Casa delle Diaconesse, sede centrale delle sorelle infermiere all'opera nei numerosi istituti di assistenza.
La città ha due importanti biblioteche, una annessa al Museo, con oltre ventimila volumi, e un'altra presso la Casa Valdese, che conserva oltre cinquantamila libri (molti dei quali rari, come la preziosa Bibbia di Olivetano del 1535), preziosi incunaboli e collezioni bibliche. Presso il Collegio Valdese si trova l'Erbario Rostan, che raccoglie la flora alpina delle valli pinerolesi.
Appena fuori dall'abitato, l'Ospedale Valdese è il primo istituto assistenziale edificato in favore delle popolazioni valdesi nel XIX secolo. In posizione dominante si trovano i ruderi del forte di Santa Maria, fatto incendiare da Catinat nel 1690. L'abitato ospita un busto di Edmondo De Amicis, opera di Leonardo Bistolfi e un monumento in bronzo al pastore-condottiero Henri Arnaud scolpito da Davide Calandra e Emilio Musso. Nel 1989 è sorto il Centro Culturale Valdese, con l'obiettivo di conservare e promuovere il patrimonio documentario e relativo alle lingue minoritarie della zona.
La Libreria Claudiana, aperta nel 1937 e completamente rinnovata nel 2008, con un vasto catalogo di narrativa e saggistica, specializzata in libri per bambini e ragazzi, letteratura straniera in lingua originale, teologia e religioni, organizza ogni settimana presentazioni ed eventi culturali.
La Galleria Civica d'Arte Contemporanea "Filippo Scroppo" raccoglie circa quattrocento opere di pittura, scultura e disegno di artisti italiani del dopoguerra, tra i quali Carena, Cordero, Gallizio, Levi, Menzio, Paulucci, Rambaudi, Ruggeri.

## Società

### Evoluzione demografica
Abitanti censiti

### Etnie e minoranze straniere
Al 31 dicembre 2017 a Torre Pellice risultano residenti 401 cittadini stranieri, quasi il 9%. Le nazionalità principali sono:
- Romania - 94
- Marocco - 65
- Albania - 38
- Perù - 28
- Gambia - 25
- Nigeria - 24

### Lingue e dialetti
Le vicende storiche hanno fatto di Torre Pellice un centro internazionale, definito da Edmondo De Amicis «la Ginevra italiana», e questa vocazione internazionale si riflette nel multilinguismo.
Tutta la Val Pellice è caratterizzata dalla presenza di quattro parlate contemporanee: l'italiano, lingua ufficiale fin dal 1560, il francese, lingua ufficiale della Chiesa Valdese per due secoli, l'occitano, lingua letteraria nel Medioevo, e il piemontese, lingua popolare e commerciale.

## Economia
Oggi l'economia di Torre Pellice si basa soprattutto sul terziario e sui servizi. 
Il turismo si basa, oltre che sulla villeggiatura, sull'interesse storico anche internazionale della Comunità Valdese.
Gli Ospedali Valdesi, nati come enti di assistenza, rientrano oggi nella rete sanitaria regionale piemontese.

## Infrastrutture e trasporti
Ormai servita unicamente dal trasporto stradale, fra il 1882 e il 2012 la città era servita dalla stazione capolinea della ferrovia Pinerolo-Torre Pellice.

## Amministrazione
Di seguito è presentata una tabella relativa alle amministrazioni che si sono succedute in questo comune.
| Periodo | Periodo   | Primo cittadino             | Partito                                                         | Carica  | Note        |
| ------- | --------- | --------------------------- | --------------------------------------------------------------- | ------- | ----------- |
| 1985    | 1990      | Marco Armand Hugon          | Partito Comunista Italiano                                      | Sindaco |             |
| 1990    | 1995      | Marco Armand Hugon          | Partito Comunista Italiano + Partito Democratico della Sinistra | Sindaco | II Mandato  |
| 1995    | 1999      | Marco Armand Hugon          | Partito Comunista Italiano + Partito Democratico della Sinistra | Sindaco | III Mandato |
| 1999    | 2004      | Marco Armand Hugon          | liste civiche centro-sinistra                                   | Sindaco | IV Mandato  |
| 2004    | 2009      | Claudio Bertalot            | lista civica                                                    | Sindaco |             |
| 2009    | 2014      | Claudio Bertalot            | lista civica                                                    | Sindaco | II Mandato  |
| 2014    | 2019      | Marco Cogno                 | lista civica                                                    | Sindaco |             |
| 2019    | 2024      | Marco Cogno                 | lista civica                                                    | Sindaco | II Mandato  |
| 2024    | In Carica | Maurizia Allisio Margherita | lista civica                                                    | Sindaco |             |

### Gemellaggi
- Guardia Piemontese
- Waldorf
- Guillestre
- Valdese

## Sport
Torre Pellice ospita un'importante squadra di hockey su ghiaccio, la più antica del Piemonte tuttora esistente (anche se la prima partita di hockey in Italia era stata giocata a Torino già nel 1908), nata nel 1934: l'Hockey Club Valpellice, milita in Serie A1. Tale squadra è la più vincente del Piemonte in seguito alla vittoria, nel 2012-13, della Coppa Italia.
In l'occasione dei XX Giochi olimpici invernali di Torino 2006, la Regione Piemonte ha costruito un nuovo palaghiaccio, intitolato a Giorgio Cotta Morandini.
Dall'11 al 17 dicembre 2006, al palaghiaccio olimpico "Giorgio Cotta Morandini" si sono tenuti i campionati del mondo Under 20 di Hockey su ghiaccio, con le squadre del gruppo B della seconda divisione, mentre dal 12 al 18 aprile 2009, su iniziativa del consigliere federale Dario Saletta, torrese, i mondiali femminili di II divisione.
Lo storico impianto in riva al Pellice, lo Stadio Filatoio, è attualmente sede delle partite casalinghe della squadra di hockey inline degli Old Style Torre Pellice.
Per il calcio c'è il F.C.D. Torre Pellice che gioca in terza categoria. Per far crescere la società, l'associazione ha investito nelle giovanili e dalla stagione 2019/20 sono una Torino Academy.